# Kepler-452
Kepler-452 – gwiazda w gwiazdozbiorze Łabędzia.

## Charakterystyka
Jest to żółty karzeł, gwiazda typu G2 podobna do Słońca, choć nieco chłodniejsza, większa i bogata w metale od niego. Jej temperatura to 5757 K, dopasowanie danych pomiarowych do teorii pozwala ocenić, że gwiazda ma 0 3,7% większą masę niż Słońce i o 11% większą średnicę. Wiek gwiazdy szacuje się na 6 miliardów lat, czyli jest ona o około 1,5 miliarda lat starsza od Słońca. Odpowiada to bardziej zaawansowanemu stadium rozwoju, ale leży ona jeszcze na ciągu głównym.

## Układ planetarny

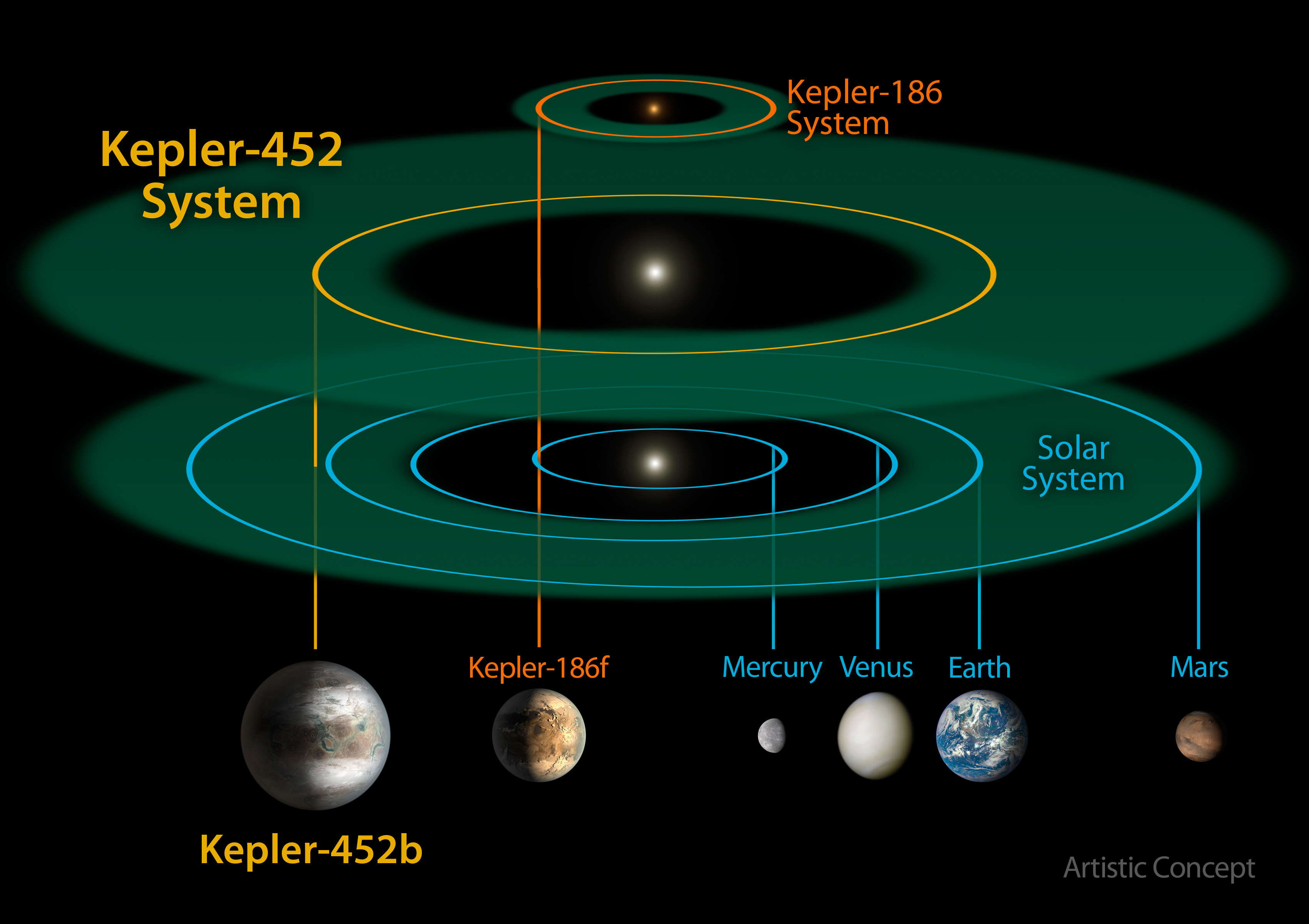
Ilustracja przedstawiająca system Kepler-452 w porównaniu do wewnętrznego Układu Słonecznego i systemu Kepler-186

Artystyczna wizja planety Kepler-452b

Obserwacje gwiazdy przez teleskop kosmiczny Keplera pozwoliły wykryć tranzyt planety Kepler-452b przed tarczą gwiazdy, co ogłoszono w artykule opublikowanym 23 lipca 2015 roku. W chwili odkrycia miała najdłuższy okres orbitalny spośród tranzytujących planet pozasłonecznych. Jest to najprawdopodobniej planeta skalista o masie 63% większej niż masa Ziemi, krążąca w ekosferze swojej gwiazdy, do której dociera strumień promieniowania zaledwie o 10% większy niż docierający do Ziemi. Współczynnik podobieństwa do Ziemi dla tej planety ma wysoką wartość 0,83.